# 可度量化
可度量化（metrizable）是一种拓扑空间的性质。

## 定义
一个拓扑空间中被说成是可度量的，如果有一个度量 {\displaystyle (X,\tau )}
{\displaystyle d\colon X\times X\to [0,\infty )} 并且这拓扑{\displaystyle \tau }由 d 诱导产生。
烏雷松度量化定理給出了一個拓撲空間是可度量化的充分條件

## 有关定理
如果X是一个可度量化的拓扑空间，而Y与X同胚，那么Y是可度量化的。
这反映了可度量化是一种拓扑性质。